# Авианалёт на Дарницу
Авианалёт на Дарницу — бой по обороне станции и железнодорожного узла Дарница в Киеве во время массированного налёта бомбардировщиков люфтваффе. Оборону станции осуществляли польские зенитчики из 1-го отдельного дивизиона зенитной артиллерии 1-й польской армии.

## Бой
В марте 1944 года, в соответствии с приказом № 038 командующего 1-й польской армии, генерала дивизии Зыгмунта Берлинга, польские части начали передислокацию железнодорожным транспортом в район Житомира и Бердичева.
23 марта 1944 года 1-й отдельный дивизион зенитной артиллерии Войска Польского под командованием подполковника Влодзимежа Соколовского в составе: командование, штаб, 1-я батарея (четыре 37-мм зенитных пушки, командир — поручик Иван Александрович Кононенко), 3-я батарея (четыре 85-мм зенитных пушки, командир — поручик Миколай Ариповский), взвод зенитных пулемётов (пять пулемётов ДШК, командир — подпоручик Якуб Любский), погрузился в состав № 15046 на станции Починок для следования по маршруту: Смоленск, Брянск, Дарница, Житомир.
В полдень 7 апреля дивизион прибыл на станцию Дарница. На станции находилось множество составов для фронта, ожидающих отправления дальше, через днепровские переправы, на запад. Также находилось два санитарных поезда с раненными, следующие с фронта на восток, но их достаточно быстро отправили дальше. Технически движение на запад осуществлялось по одному временному одноколейному мосту.
7 апреля, на закате. над станцией появились два немецких разведывательных самолёта Focke-Wulf Fw 187. Они совершили круг на высоте 7000 метров и улетели на запад.
В ночь с 7 на 8 апреля, в 0:45 на станцию был совершён налёт 50 бомбардировщиков Junkers Ju 88, пытавшихся произвести бомбёжку стоящих на станции составов. Зенитчики открыли огонь. Несмотря на восемь попаданий бомб по их позициям в составах, зенитки сумели поставить заградительный огонь, который не дал немецким лётчикам произвести прицельное бомбометание. На станции не было больших потерь в других транспортах. 5 немецких самолётов было сбито.
Потери дивизиона составили: 45 погибших, 7 пропавших без вести, 53 раненых, 85-мм зенитная пушка, две 37-мм зенитных пушки, пулемёт ДШК, ПУАЗО-3. Среди павших был и командир 1-й батареи, поручик Иван Александрович Кононенко.

## Память
Бой был занесён на скрижали Могилы неизвестного солдата в Варшаве с надписью «Дарница 8 IV 1944».
Общеобразовательная школа № 4 в Пястуве носит имя Героев Дарницы.